# Henry Christian Timm
Henry Christian Timm (* 11. Juli 1811 in Hamburg; † 5. September 1892 in Hoboken, New Jersey) war ein US-amerikanischer Pianist, Dirigent und Komponist.
Timm lebte in New York als Konzertpianist, Lehrer, Organist und Kammermusiker. Er wirkte als Dirigent des New York Philharmonic Orchestra, war einer der Dirigenten des Gründungskonzerts am 7. Dezember 1842 und leitete das Orchester im Wechsel mit Kollegen bis 1848. Von 1848 bis 1863 war er Präsident der Philharmonic Society der Stadt. Er komponierte eine Große Messe, Bearbeitungen klassischer Werke für zwei Klaviere sowie mehrstimmige Lieder. Populär sind seine Second Piano Parts zu sechs Sonatinen Clementis (Schirmer).